# Verenigd Koninkrijk op het Eurovisiesongfestival 2023

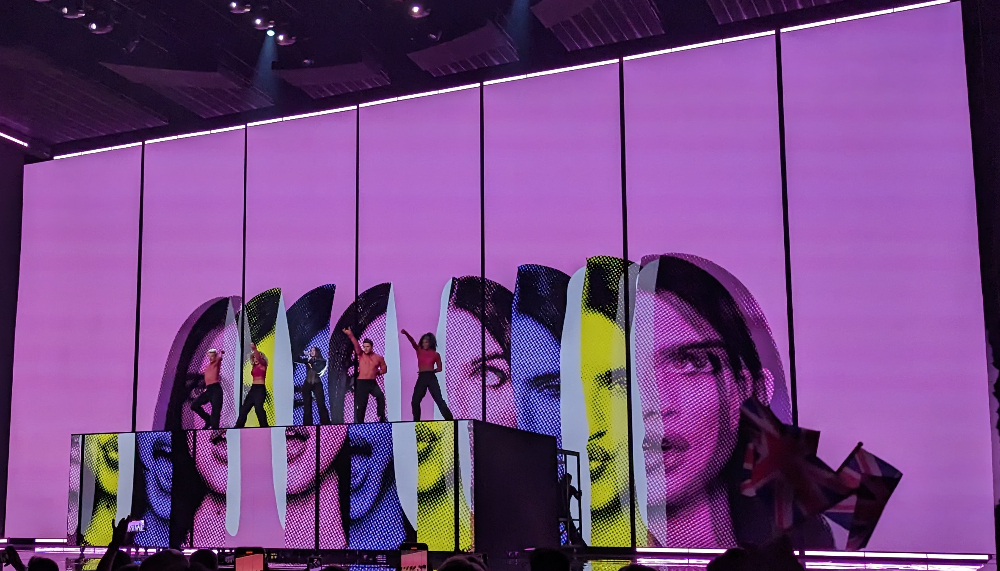
Mae Muller tijdens de repetities voor het Songfestival in Liverpool.

Het Verenigd Koninkrijk is het gastland van het Eurovisiesongfestival 2023 in Liverpool. Het is de 64ste deelname van het land aan het Eurovisiesongfestival. De BBC is verantwoordelijk voor de Britse bijdrage voor de editie van 2023.

## Selectieprocedure
Op 9 maart 2023 werd bekend gemaakt dat Mae Muller het gastland Verenigd Koninkrijk zal vertegenwoordigen op het songfestival met haar nummer I Wrote A Song. Een dag van tevoren bracht The Sun de naam en titel al naar buiten. De BBC bevestigde dat bericht bij de officiële bekendmaking. Het lied ging ook in première op de Britse Radio 2, waar Muller aanschoof voor een eerste interview. De videoclip van het lied verscheen tegelijkertijd op het YouTube-kanaal van het songfestival. Muller is in Nederland enigszins bekend van haar nummer Better Days dat in 2021 de top 40 haalde en de dertigste plek als toppositie haalde.

## In Liverpool
Als lid van de vijf grote Eurovisielanden mocht het Verenigd Koninkrijk rechtstreeks aantreden in de grote finale, op zaterdag 12 mei 2023. Het land trad aan als 26ste. Bij de bookmakers werd gedacht dat het Verenigd Koninkrijk wederom een top 10-plek kon bemachtigen. Echter kon de Britse act het succes van een jaar eerder niet bestendigen, Mae kreeg 24 punten, 9 van de kijkers thuis en 15 van de professionele jury's. Hiermee eindigde het land voorlaatste op een 25ste plaats.
1957 · 1958 · 1959 · 1960 · 1961 · 1962 · 1963 · 1964 · 1965 · 1966 · 1967 · 1968 · 1969 · 1970 · 1971 · 1972 · 1973 · 1974 · 1975 · 1976 · 1977 · 1978 · 1979 · 1980 · 1981 · 1982 · 1983 · 1984 · 1985 · 1986 · 1987 · 1988 · 1989 · 1990 · 1991 · 1992 · 1993 · 1994 · 1995 · 1996 · 1997 · 1998 · 1999 · 2000 · 2001 · 2002 · 2003 · 2004 · 2005 · 2006 · 2007 · 2008 · 2009 · 2010 · 2011 · 2012 · 2013 · 2014 · 2015 · 2016 · 2017 · 2018 · 2019 · 2020 · 2021 · 2022 · 2023 · 2024 · 2025
Albanië · Armenië · Australië · Azerbeidzjan · België · Cyprus · Denemarken · Duitsland · Estland · Finland · Frankrijk · Georgië · Griekenland · Ierland · IJsland · Israël · Italië · Kroatië · Letland · Litouwen · Malta · Moldavië · Nederland · Noorwegen · Oekraïne · Oostenrijk · Polen · Portugal · Roemenië · San Marino · Servië · Slovenië · Spanje · Tsjechië · Verenigd Koninkrijk · Zweden · Zwitserland